# اندونی اوگارت
اندونی اوگارت (انگلیسی: Andoni Ugarte؛ زادهٔ ۵ آوریل ۱۹۹۵) بازیکن فوتبال اهل اسپانیا است.